# Kanton Caen-5
Kanton Caen-3 (fr. Canton de Caen-3) je francouzský kanton v departementu Calvados v regionu Normandie. Skládá se z části města Caen a obcí Éterville, Fleury-sur-Orne, Louvigny a Saint-André-sur-Orne.